# Erkensruhr

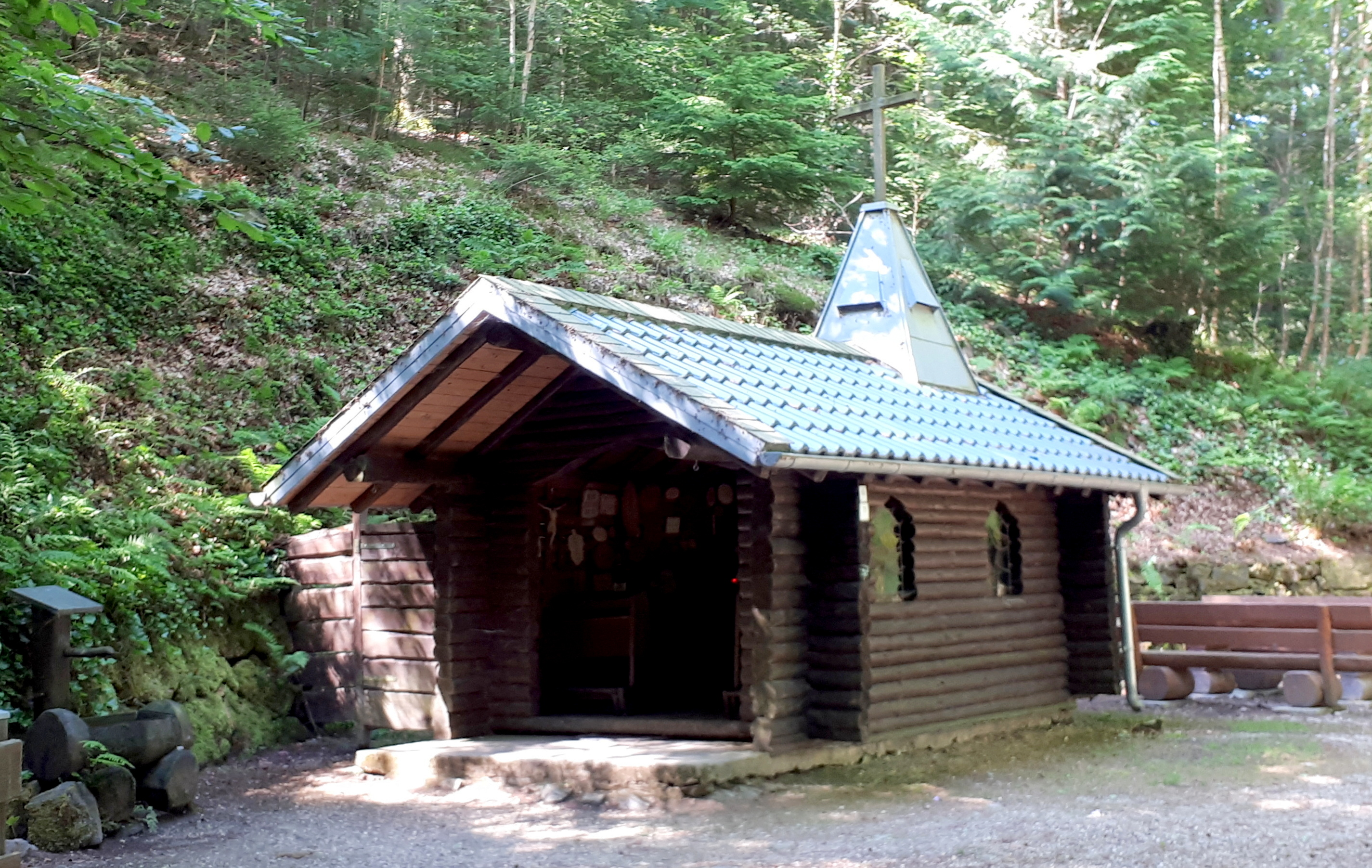
Waldkapelle Hirschrott – Erkensruhr

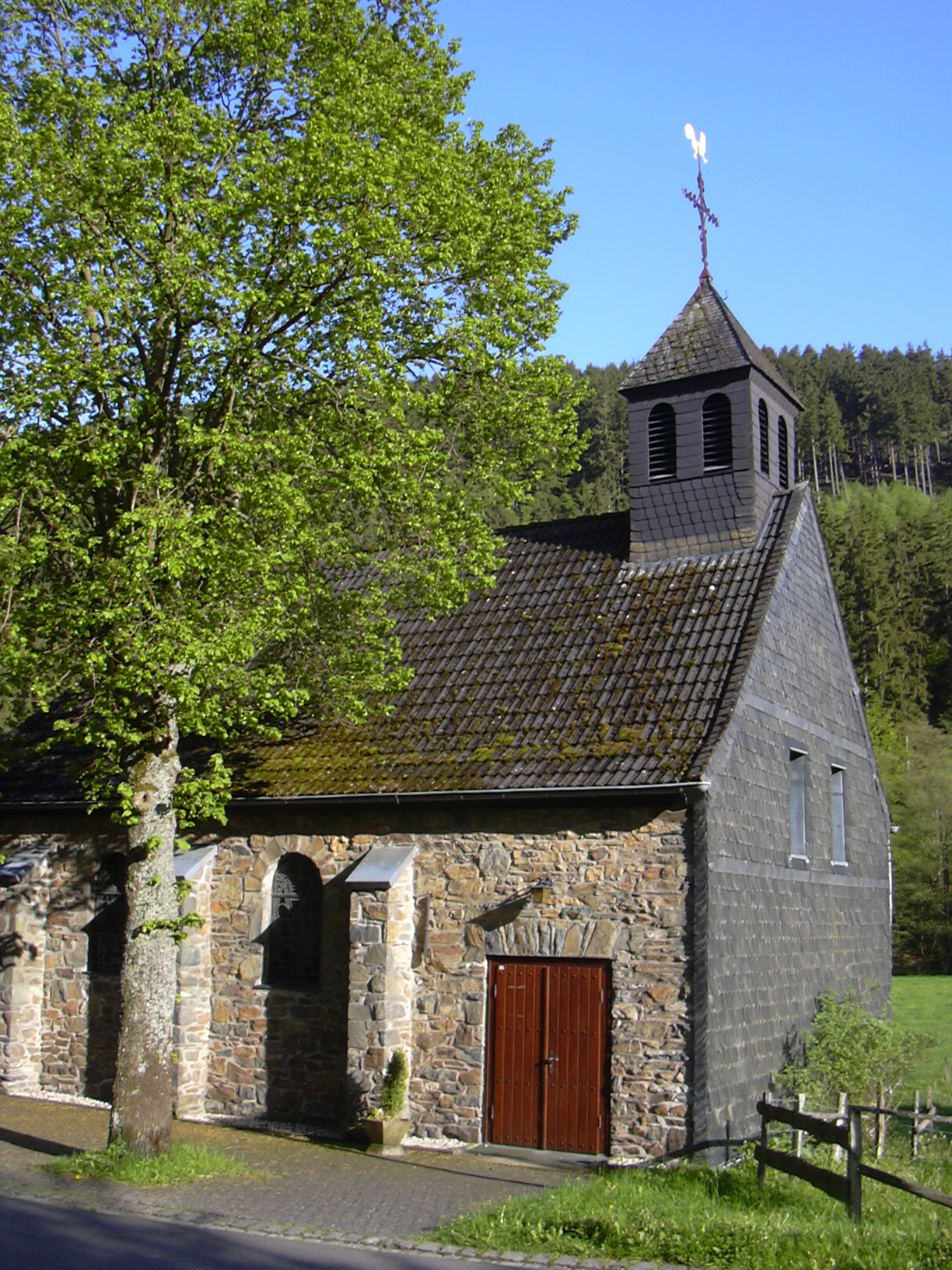
Kapelle von Erkensruhr

 Erkensruhr  ist ein Ortsteil der Gemeinde Simmerath, am gleichnamigen Bach, im Seitental der Rur im Bereich der Rurtalsperre in der Nord-Eifel. Wie der Nachbarort Einruhr ist Erkensruhr ein staatlich anerkannter Erholungsort.

## Geographie

### Lage
Die unterhalb der Dreiborner Hochfläche liegende und sich über 3 km erstreckende Streusiedlung beiderseits des gleichnamigen Baches Erkensruhr ist bis zum Talende vom Nationalpark Eifel umschlossen. Aachen liegt etwa 45 km nordwestlich, Köln rund 70 km nordöstlich.

### Hirschrott
Hirschrott ist die nächste Nachbarsiedlung an der Gemeindegrenze zu Schleiden. Die Straße über Einruhr endet hier, im Nationalpark Eifel. Die kleine Siedlung erstreckt sich in einer Reihe von Gebäuden, die zum Teil in Fachwerkbauweise ausgeführt sind, oberhalb des rechten Ufers der Erkensruhr. Die Ortslage am Ende der Straße dient als Ausgangspunkt für Wanderungen oder Radtouren.

## Geschichte
Obwohl einige Mitglieder des Eifelvereins sich um eine Aufbereitung der Ortsgeschichte bemühen, liegen die Anfänge noch im Dunkeln. In 4 km Entfernung liegt das gemäß Bodenfunden im 2. und 3. nachchristlichen Jahrhundert römisch besiedelte Einruhr; für Erkensruhr ist jedoch (Forschungsstand 2009) weder eine römische noch eine fränkische Besiedlung nachweisbar.
Der namensgebende Bach ist zwar im 11. Jahrhundert als „Orkenrure“ urkundlich erwähnt, jedoch ist auch im Hoch- und Spätmittelalter keine Besiedlung nachgewiesen. Erfassungslisten von 1603 über einen Ort namens „Neudorf“ mit Schiefer-Gruben im Monschauer Land beziehen sich nach aktuellen Erkenntnissen nicht auf Erkensruhr, sondern auf Raeren.
Vielmehr beginnt nach aktuellem Stand die Geschichte des Schiefer-Abbaus an den Quellbächen der Erkensruhr 1791 mit dem Landkauf durch den Schultheiß und Friedensrichter Johann Joseph des Berghes aus Monschau. Die Witwe von Des Berghes, der französisches Personal beschäftigt hatte, verkaufte 1825 die Besitzungen inklusive Schiefergruben und Wohnhaus an den Grubenmeister Nicolas Dardenne; von diesem ersten Wohnhaus Leykaul am Wüstebach stehen noch Ruinen. Es ist nicht zu verwechseln mit dem ehemaligen Bauernhof und heutigen Wüstung „Leykaul“, der von Nachfahren der Familie Dardenne bewirtschaftet wurde und sich zuletzt im Besitz ihres ehemaligen ukrainischen Zwangsarbeiters namens Paul Sluzala befand. Nach seinem Tod im Januar 2008 erwarb die Nationalparkverwaltung das mit Asbest belastete Anwesen, das abgerissen werden musste. Die dortigen vormaligen landwirtschaftlichen Flächen wurden als Landschaftsschutzgebiet anerkannt.
Die Siedlung, die rund um die Schieferstollen an Püngel- und Wüstebach im 19. Jahrhundert entstanden war, hieß in lokalen Quellen alternierend „Neudorf“ oder „Erkensruhr“, ab etwa 1900 indes nur noch „Erkensruhr“. Die Schieferstollen – Abbaumengen sind nicht dokumentiert – wurden bis 1948 betrieben, zuletzt von einem Unternehmer aus Einruhr.
Territorial gehörte das Tal der Erkensruhr bis zum Ende des 18. Jahrhunderts zum Herzogtum Jülich. Nachdem 1794 das gesamte Linke Rheinufer während des Ersten Koalitionskrieges besetzt worden war, gehörte das Gebiet von 1798 bis 1814 zu Frankreich. Simmerath und Umgebung gehörte zum Kanton Montjoie im Arrondissement Aachen im Rur-Département. Aufgrund der 1815 auf dem Wiener Kongress getroffenen Vereinbarungen wurde das Gebiet dem Königreich Preußen zugeordnet, von 1822 bis zum Ende des Zweiten Weltkriegs war es Teil der Rheinprovinz.
Im Zweiten Weltkrieg wurde der Ort weniger in Mitleidenschaft gezogen als die am Westwall gelegenen Ortsteile der Gemeinde Simmerath; es war dennoch seit dem Herbst 1944 bis zum Einmarsch der Amerikaner im Winter 1944/45 Kampfgebiet.
Die wirtschaftliche Regeneration setzte in den 1950er Jahren ein. Im Zuge der zweiten Ausbaustufe der Rurtalsperre (1955–1959), nach der das Wasser des Obersees bis über Einruhr hinaus reichte, profitierte auch Erkensruhr, das 4 km vom See entfernt liegt, vom Aufstieg des Tourismus am gesamten Rursee einschließlich Einruhr. Es setzte jedoch eigene Akzente insbesondere durch die Betonung historischer Traditionen, die Postkutsche nach Einruhr (seit 2012 außer Betrieb) sowie seine ruhige Lage am Rande des Nationalparks.
Durch § 8 des Gesetzes des Landes Nordrhein-Westfalen zur Neugliederung der Gemeinden und Kreise des Neugliederungsraumes Aachen (das so genannte Aachen-Gesetz) vom 14. Dezember 1971 wurden Erkensruhr und Hirschrott mit Wirkung vom 1. Januar 1972 der neuen Gemeinde Simmerath zugewiesen. Erkensruhr gehörte bis dahin zur Gemeinde Rurberg im Landkreis Monschau und Hirschrott zur Gemeinde Dreiborn im Landkreis Schleiden. Die Kreisgrenze war bis 1971 der Bachverlauf der Erkensruhr.

## Kultur und Sehenswürdigkeiten

### Bauwerke

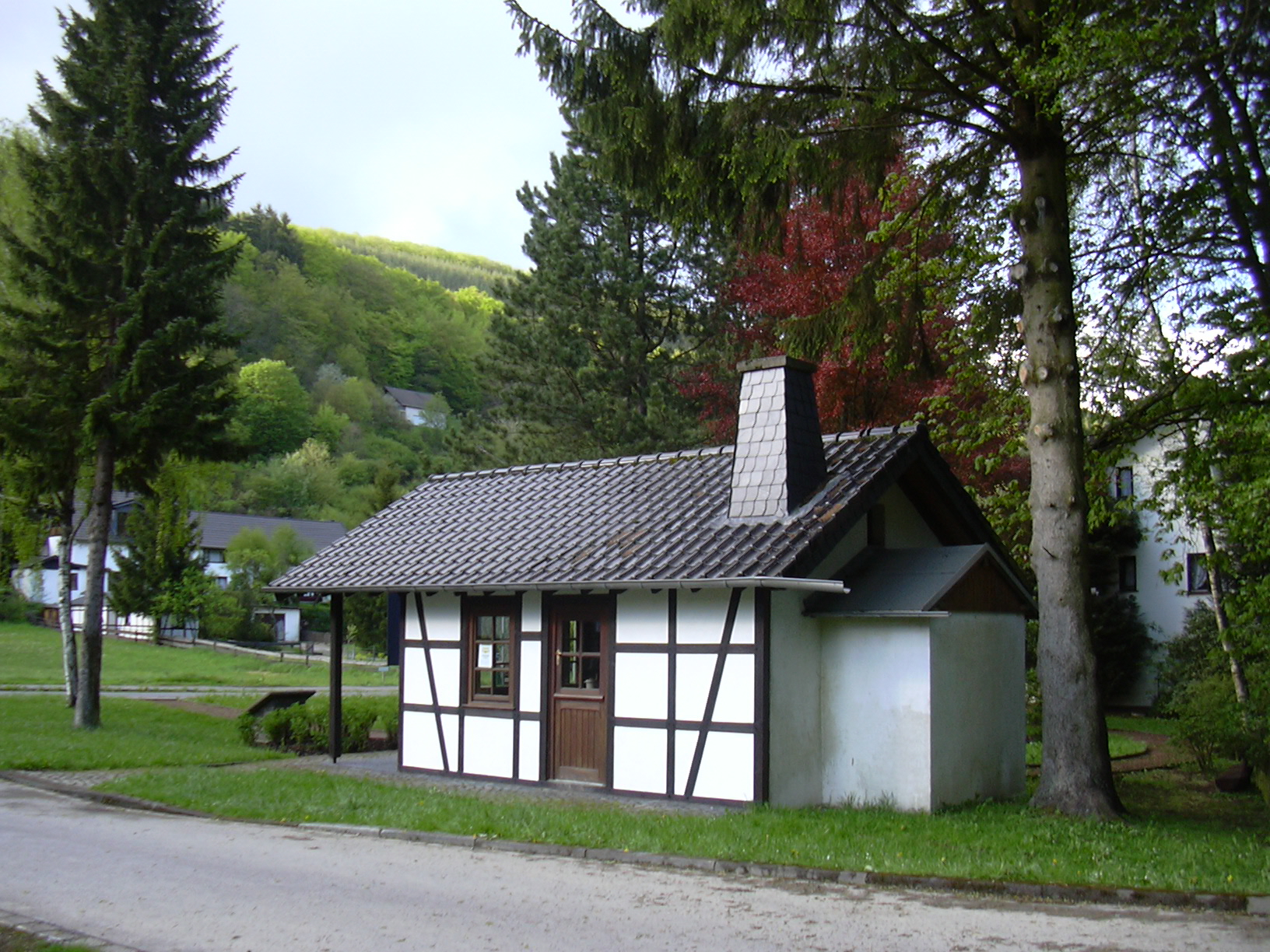
Backhaus Erkensruhr

- Die Kapelle an der Hauptstraße ist in typischer Bauweise der Region des 19. Jahrhunderts errichtet (Grauwacke-Bau mit Schieferdach).
- Eine weitere hölzerne Waldkapelle, im historisierenden Stil von einem Erkensruhrer Bürger erbaut, ist ein beliebtes Fotomotiv.
- Im Backhaus (Mitte 19. Jh.) in Fachwerk wird an Demo-Tagen (im Sommer 1. Samstag im Monat) Steinofenbrot nach tradierter Methode gebacken.
- Im Sommer verkehrte bis 2012 an Sonntagen eine traditionelle Pferdekutsche für Touristen mehrmals täglich zwischen der Alten Poststation (am Backhaus) und dem Ortskern von Einruhr. Die alte Pferdekutsche steht heute auf einem niedrigen Podest neben dem Backhaus.
- Zwischen Erkensruhr und Hirschrott (kleine Ortschaft 2 km weiter südlich, mit Appartements und Cafés, heute ebenfalls zur Gemeinde Simmerath gehörig) liegt eine Hofanlage (ehemalige Kornmühle) aus der Zeit um 1800 (restauriert und als Wohnhaus umgebaut). Südlich des Wanderparkplatzes von Hirschrott vereinigen sich die Quellbäche Wüstebach und Püngelbach zur Erkensruhr; hier endet die Fahrstraße als Sackgasse und beginnt das Territorium des Nationalparks.

### Naturlandschaft

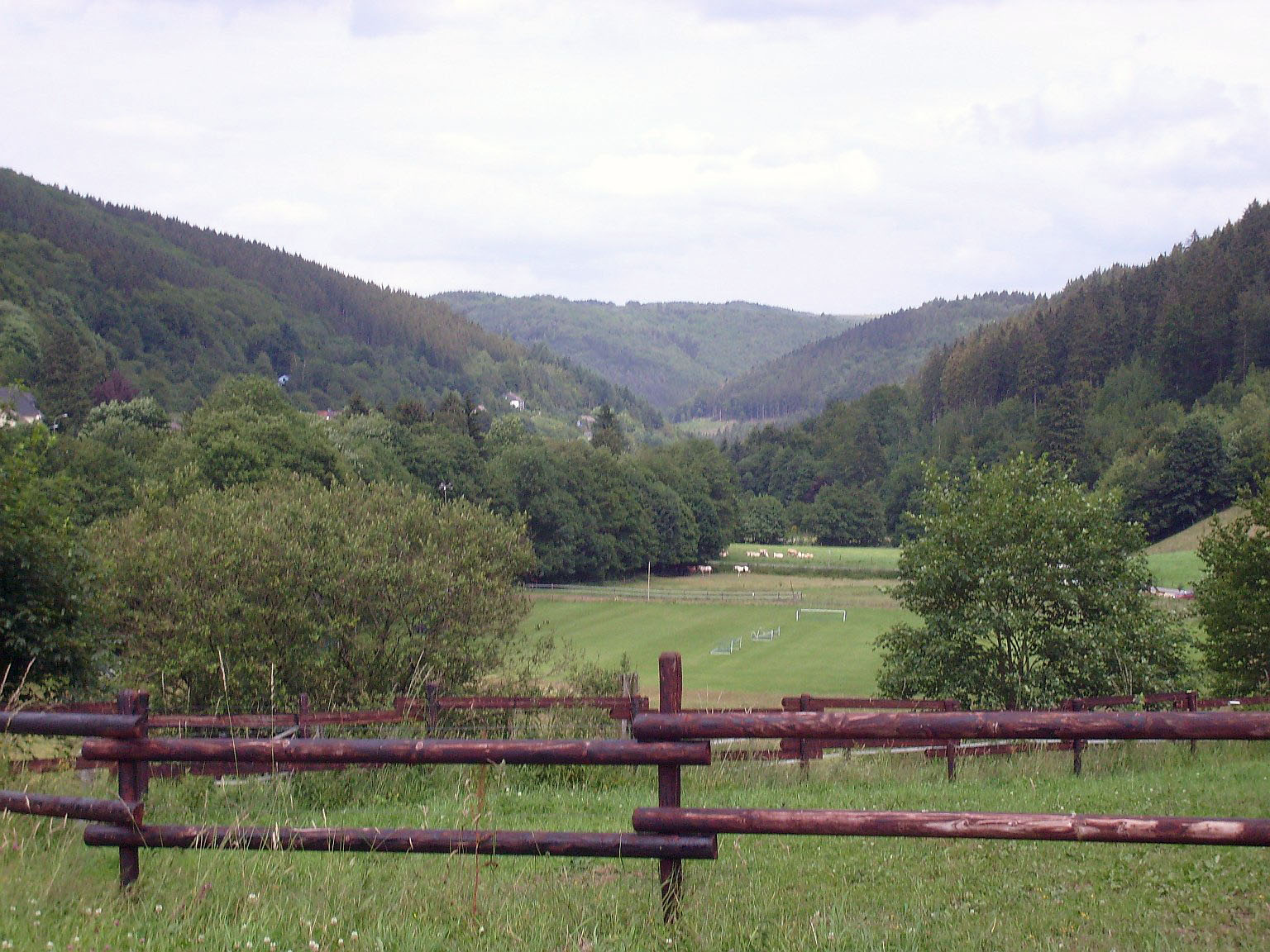
Erkensruhrtal

Das Tal der Erkensruhr einschließlich des Ortes liegt zwar außerhalb des Nationalparks. Allseitig von diesem umschlossen, versteht es sich dennoch im 21. Jahrhundert als „Naturlandschaft“ (Hinweisschild) und setzt bewusst auf Naherholungs-Besucher aus Köln, Aachen, Bonn sowie länger verbleibende Urlaubsgäste aus dem übrigen Deutschland, den Niederlanden und Belgien, die abseits von den lebhaften Urlaubszentren der Rursee-Wassersportler Ruhe suchen. Neben einem Wellness-Hotel steht ein breites Angebot an Pensionen, Appartements und Gaststätten, die mit verfeinerter regionaler Gastronomie für sich werben, zur Verfügung. Erkensruhr ist Ranger-Treffpunkt für geführte Wanderungen in den Nationalpark; diese Wanderwege sind aber auch individuell begehbar.
Der bei Hirschrott beginnende Rundwanderweg entlang der Quellbäche der Erkensruhr – Wüstebach und Püngelbach – um das Waldgebiet Hollerscheid (15 km oder abgekürzt 9 km) führt an den 1948 aufgegebenen Schieferbergwerken vorbei. Eine hohe Halde ist noch zu sehen, und mehrere Stollen-Eingänge sind seit mehreren Jahrzehnten mit waagerechten Gitterstäben zugesperrt und zu Winterquartieren für Fledermäuse ausgestaltet. Die Erlen- und Buchenmischwälder entlang der Bachläufe bieten einer intakten Pflanzen- und Tierwelt Lebensraum. Die Nationalpark-Verwaltung sieht vor, sie der Natur zu überlassen und das Totholz nicht mehr zu entfernen. 2009 hat dieses Konzept schon so weit gegriffen, dass umgestürzte bemooste Baumriesen der Landschaft oberhalb des Wüstebachs einen urwaldähnlichen Charakter verleihen. Es verläuft noch ein nicht mehr gewarteter, in der unten genannten Literatur empfohlener Wanderweg durch dieses Areal vorbei an hohen Schieferfelsen. Die Nationalparkverwaltung bittet indes darum, ihn nicht mehr zu begehen.
Zudem ist vorgesehen, den heute noch dominierenden Fichtenbestand in den höheren Hanglagen zu Gunsten des zu rekultivierenden Laubwaldes zu reduzieren. Bachforelle, Groppe und Bachschmerle kommen am Wüste- und Püngelbach vor. Spechte, Misteldrosseln und Waldlaubsänger suchen die Alt-Buchen auf. Auf den feuchten Talwiesen mit typischer Röhricht-Vegetation wachsen im Frühling Goldgelbe Narzissen, im Juli Arnika, an den trockeneren Hängen Bärwurz.

## Verkehr
Rad- und Wanderweg entlang der Erkensruhr führen nach Einruhr; dort findet sich Anschluss an das Wegenetz und die Schifffahrt des Talsperrensystems von Obersee und Rursee.
Die AVV-Buslinie 83 der ASEAG verbindet Erkensruhr mit Einruhr und Simmerath. Zudem kann man den NetLiner benutzen.
| Linie              | Verlauf |
| ------------------ | --- |
| 83                 | Simmerath – (Huppenbroich –) Eicherscheid – Hammer – Dedenborn – Einruhr – Erkensruhr |
| NetLiner Simmerath | NetLiner: Fährt 30 min. nach der Buchung. Fährt an Schultagen Mo–Fr von 8–11:30 Uhr und von 15:30–19:30. In den Ferien Mo–Fr von 8–11:30 Uhr und von 12:45 bis 19:30 Uhr Bedient: Simmerath, Eicherscheid, Huppenbroich, Hammer, Dedenborn, Seifenaul, Einruhr und Erkensruhr |